# Igor Mitreski
Igor Mitreski est un footballeur macédonien né le 19 février 1979 à Struga, évoluant au poste de défenseur. Il mesure 1,80 m pour 78 kg. Il est le leader de la défense de l'Energie Cottbus et de l'équipe nationale macédonienne où il compte 47 sélections pour 1 but.
En janvier 2009, il est prêté au club de GB Anvers.

## Carrière
- 1999-2001 : FK Sileks Kratovo (34 matchs, 0 but)
- 2001-2004 : FK Spartak Moscou (85 matchs, 0 but)
- 2005 : FC Universitatea Craiova (30 matchs, 2 buts)
- 2006 : Betar Jérusalem (12 matchs, 1 but)
- depuis 2006 : Energie Cottbus (61 matchs, 0 but)
- jan 2009-2010 : Prêt GB Anvers
- 2010 : CSKA Sofia
- 2010-... : Neftchi Bakou

## Palmarès
- Championnat d'Azerbaïdjan : 2011, 2012 et 2013
- Championnat de Russie en 2001
- Coupe de Russie en 2003